# Gelibolulu Mustafa Âlî
Gelibolulu Mustafa Âlî (Gelibolulu Mustafa Âlî bin Ahmed bin Abdülmevlâ Çelebi, geb. in der Nacht auf den 25. April 1541 in Gallipoli; gest. 1600 in Dschidda) war ein osmanischer Geschichtsschreiber und Verwaltungsbeamter kroatischer Abstammung. Er lebte als Dīwān-Schreiber zunächst in Aleppo und später in Damaskus und folgte dann Lala Mustafa Pascha nach Kairo, wo er eine Beschreibung der Stadt verfasste. Er schrieb die erste bekannte Biografie von Ahmed Bican Yazıcıoğlu, dem Autor einer osmanischen Kosmografie. Außerdem war er bekannt als Verfasser von Masnawī-Doppelversen in osmanisch-türkischer Sprache (Tuhfetü'l-uşşâk) über berühmte islamische Mystiker (Sufis) nach dem Vorbild Nezāmis. Er ist der Autor eines Fürstenspiegels (Naṣīḥat-nāme).

## Werke
- Künhü'l-aḫbār
- Naṣīḥat al-salāṭīn. Engl./türk. Ausgabe: Mustafā Ali's counsel for sultans of 1581. 2 Bde. Herausgegeben, übersetzt und annotiert von Andreas Tietze. Wien: Verlag der Österr. Akad. d. Wiss., 1979 und 1982. ISBN 978-3-7001-0518-3.
- Furṣat-nāme. Rana von Mende: Muṣṭafā ʿĀlī's Furṣat-nāme: Edition und Bearbeitung einer Quelle zur Geschichte des persischen Feldzugs unter Sinān Paša 1580 - 1581. Islamkundliche Untersuchungen; Bd. 135. Berlin, Schwarz Verlag, 1986, ISBN 978-3-922968-90-0
- Ḥālāt al-Qāhira min al-ʿādāt aẓ-ẓāhira. Andreas Tietze (Hg.): Muṣṭafā ʿĀlī's description of Cairo of 1599: Text, transliteration, translation, notes. Wien: Verlag der Österr. Akad. d. Wiss., 1975, ISBN 978-3-7001-0119-2
- Tuhfetü'l-uşşâk. İ. Hakkı Aksoyak (Hg.), Istanbul, T.C. Millī Eğitim Bakanliği, 2003